# 1970년 오리콘 1위 싱글 목록
일본에서 한 주간 가장 많이 팔린 싱글은 오리콘 주간 차트에 실리며, 이 차트는 오리콘이 발행하는 잡지 《오리스타》에 개제된다. 판매량은 한 주 동안의 각 싱글의 판매량을 기준으로 오리콘이 종합한다.

## 차트 기록
| 발행일    | 싱글                   | 가수                          | 참고      |
| --------- | ---------------------- | ----------------------------- | --------- |
| 1월 5일   | 「黒ネコのタンゴ」     | 미나가와 오사무               |           |
| 1월 12일  | 「黒ネコのタンゴ」     | 미나가와 오사무               |           |
| 1월 19일  | 「黒ネコのタンゴ」     | 미나가와 오사무               |           |
| 1월 26일  | 「黒ネコのタンゴ」     | 미나가와 오사무               |           |
| 2월 2일   | 「黒ネコのタンゴ」     | 미나가와 오사무               |           |
| 2월 9일   | 「黒ネコのタンゴ」     | 미나가와 오사무               |           |
| 2월 16일  | 「逢わずに愛して」     | 우치야마다 히로시와 쿨 파이브 | 3주 연속  |
| 2월 23일  | 「逢わずに愛して」     | 우치야마다 히로시와 쿨 파이브 | 3주 연속  |
| 3월 2일   | 「逢わずに愛して」     | 우치야마다 히로시와 쿨 파이브 | 3주 연속  |
| 3월 9일   | 「白い蝶のサンバ」     | 모리야마 카요코               | 3주 연속  |
| 3월 16일  | 「白い蝶のサンバ」     | 모리야마 카요코               | 3주 연속  |
| 3월 23일  | 「白い蝶のサンバ」     | 모리야마 카요코               | 3주 연속  |
| 3월 30일  | 「女のブルース」       | 후지 케이코                   | 8주 연속  |
| 4월 6일   | 「女のブルース」       | 후지 케이코                   | 8주 연속  |
| 4월 13일  | 「女のブルース」       | 후지 케이코                   | 8주 연속  |
| 4월 20일  | 「女のブルース」       | 후지 케이코                   | 8주 연속  |
| 4월 27일  | 「女のブルース」       | 후지 케이코                   | 8주 연속  |
| 5월 4일   | 「女のブルース」       | 후지 케이코                   | 8주 연속  |
| 5월 11일  | 「女のブルース」       | 후지 케이코                   | 8주 연속  |
| 5월 18일  | 「女のブルース」       | 후지 케이코                   | 8주 연속  |
| 5월 25일  | 「圭子の夢は夜ひらく」 | 후지 케이코                   | 10주 연속 |
| 6월 1일   | 「圭子の夢は夜ひらく」 | 후지 케이코                   | 10주 연속 |
| 6월 8일   | 「圭子の夢は夜ひらく」 | 후지 케이코                   | 10주 연속 |
| 6월 15일  | 「圭子の夢は夜ひらく」 | 후지 케이코                   | 10주 연속 |
| 6월 22일  | 「圭子の夢は夜ひらく」 | 후지 케이코                   | 10주 연속 |
| 6월 29일  | 「圭子の夢は夜ひらく」 | 후지 케이코                   | 10주 연속 |
| 7월 6일   | 「圭子の夢は夜ひらく」 | 후지 케이코                   | 10주 연속 |
| 7월 13일  | 「圭子の夢は夜ひらく」 | 후지 케이코                   | 10주 연속 |
| 7월 20일  | 「圭子の夢は夜ひらく」 | 후지 케이코                   | 10주 연속 |
| 7월 27일  | 「圭子の夢は夜ひらく」 | 후지 케이코                   | 10주 연속 |
| 8월 3일   | 「愛は傷つきやすく」   | 히데와 로잔나                 | 5주 연속  |
| 8월 10일  | 「愛は傷つきやすく」   | 히데와 로잔나                 | 5주 연속  |
| 8월 17일  | 「愛は傷つきやすく」   | 히데와 로잔나                 | 5주 연속  |
| 8월 24일  | 「愛は傷つきやすく」   | 히데와 로잔나                 | 5주 연속  |
| 8월 31일  | 「愛は傷つきやすく」   | 히데와 로잔나                 | 5주 연속  |
| 9월 7일   | 「手紙」               | 유키 사오리                   | 6주 연속  |
| 9월 14일  | 「手紙」               | 유키 사오리                   | 6주 연속  |
| 9월 21일  | 「手紙」               | 유키 사오리                   | 6주 연속  |
| 9월 28일  | 「手紙」               | 유키 사오리                   | 6주 연속  |
| 10월 5일  | 「手紙」               | 유키 사오리                   | 6주 연속  |
| 10월 12일 | 「手紙」               | 유키 사오리                   | 6주 연속  |
| 10월 19일 | 「男の世界」           | 제리 월레스                   | 3주 연속  |
| 10월 26일 | 「男の世界」           | 제리 월레스                   | 3주 연속  |
| 11월 2일  | 「男の世界」           | 제리 월레스                   | 3주 연속  |
| 11월 9일  | 「京都の恋」           | 나기사 유우코                 | 9주 연속  |
| 11월 16일 | 「京都の恋」           | 나기사 유우코                 | 9주 연속  |
| 11월 23일 | 「京都の恋」           | 나기사 유우코                 | 9주 연속  |
| 11월 30일 | 「京都の恋」           | 나기사 유우코                 | 9주 연속  |
| 12월 7일  | 「京都の恋」           | 나기사 유우코                 | 9주 연속  |
| 12월 14일 | 「京都の恋」           | 나기사 유우코                 | 9주 연속  |
| 12월 21일 | 「京都の恋」           | 나기사 유우코                 | 9주 연속  |
| 12월 28일 | 「京都の恋」           | 나기사 유우코                 | 9주 연속  |

## 연간 TOP 10
※ 집계: 1969년 12월 1일 - 1970년 11월 30일
- 1위: 미나가와 오사무 「黒ネコのタンゴ」
- 2위: 자 도리후타즈 「ドリフのズンドコ節」
- 3위: 후지 케이코 「圭子の夢は夜ひらく」
- 4위: 후지 케이코 「女のブルース」
- 5위: 우치야마다 히로시와 쿨 파이브 「逢わずに愛して」
- 6위: 유키 사오리 「手紙」
- 7위: 히데와 로잔나 「愛は傷つきやすく」
- 8위: 스가와라 요이치 「今日でお別れ」
- 9위: 쇼킹 블루 「Venus」
- 10위: 나기사 유우코 「京都の恋」